# Trem ligeiro de Duisburgo
O trem ligeiro de Duisburgo é um sistema de trem ligeiro que serve a cidade alemã de Duisburgo.